# Amar Singh I
Amar Singh I (16 de marzo de 1559 - 26 de enero de 1620), hijo mayor y sucesor del maharana Pratap I, fue, tras su muerte, el decimocuarto maharana (gobernante) del reino de Mewar, gobernando más de 23 años, desde el 19 de enero de 1597 hasta su muerte el 26 de enero de 1620. En 1615, Amar Singh, tras muchas batallas contra los mogoles, aceptó ser su vasallo perdiendo su independencia. Se dice que esa ofensa le llevó a retirarse a sus aposentos privados, dejando la administración en manos del heredero aparente, Karan Singh II.
Amar Singh fue admirado por su valentía, liderazgo, valor y sentido de la justicia y la bondad. Demostró gran valor contra los mogoles, por lo que recibió el título de Chakraveer.

## Nacimiento y coronación
Amar Singh I fue el hijo mayor del maharana Pratap I. Nació en la antigua fortaleza capital de Chittor el 16 de marzo de 1559, hijo de la reina principal de su padre, Ajabde Punwar, quien pertenecía a los parmarji de Bijolia, un feudo del reino de Mewar, el mismo año en que su abuelo, Udai Singh II, fundaba la nueva capital, Udaipur. Amar Singh I sucedió al maharana Pratap tras su fallecimiento el 19 de enero de 1597 y gobernó Mewar hasta su muerte el 26 de enero de 1620.

## Conflictos con los mogoles
Al final de su reinado, el rana Pratap había podido recuperar gran parte de su reino ancestral (como lo atestigua la evidencia epigráfica contemporánea), que incluía los 36 puestos avanzados de Mewar, salvo Chittor y Mandalgarh, que continuaron bajo el control de los mogoles.

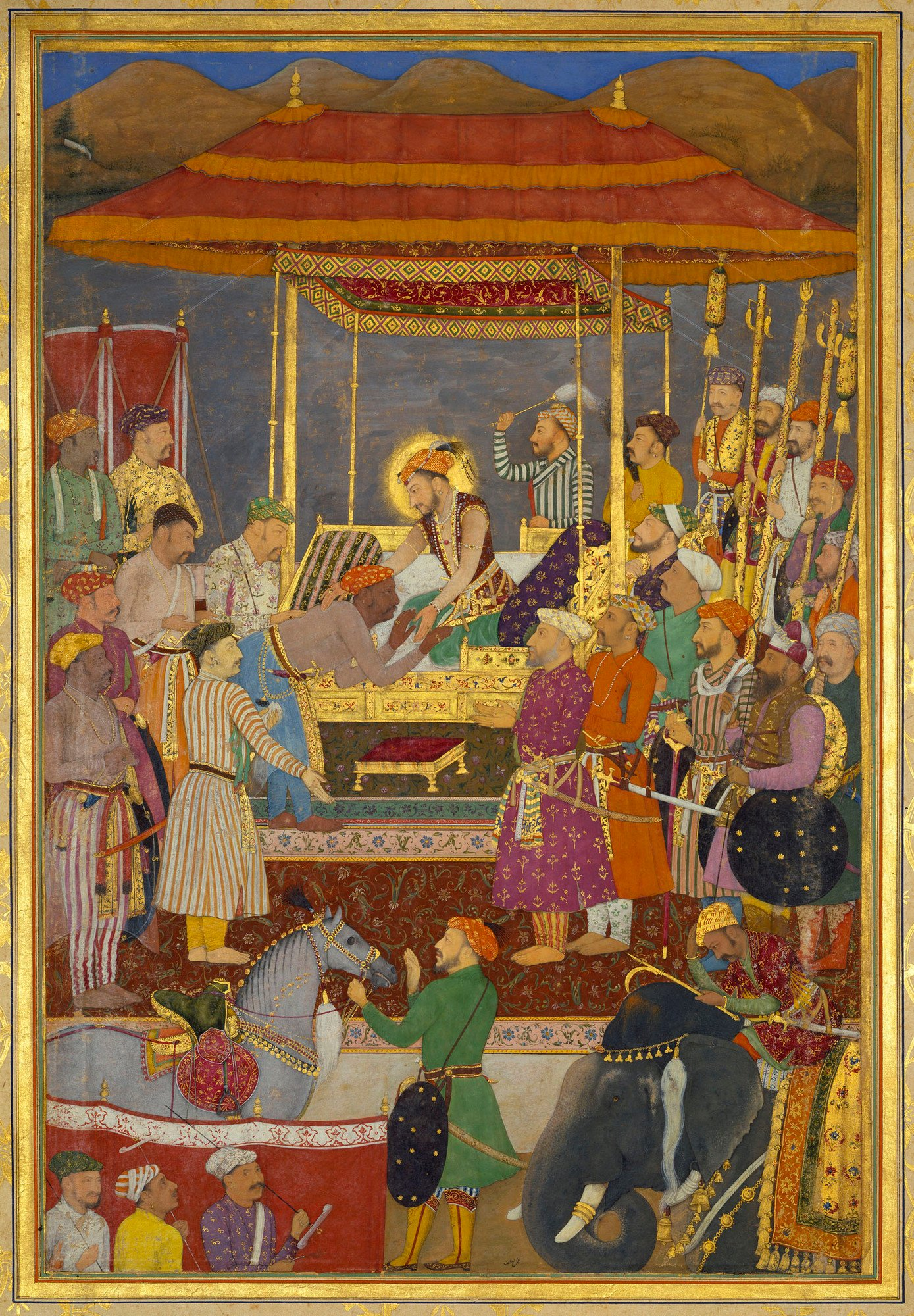
La sumisión del maharana Amar Singh de Mewar al entonces príncipe Khurram (luego emperador Shah Jahan)

### Contra Akbar
Tras la muerte de Pratap, Akbar envió una fuerza considerable con Raja Man Singh, Shah Kuli Khan y otros mansabdars de alto rango bajo el mando nominal del príncipe Salim (posteriormente emperador Jahangir). El rana Amar Singh, siguiendo la política de su padre, buscó refugio en las regiones montañosas del oeste de Mewar. Sus fuerzas resistieron a los mogoles, lanzando ataques sorpresa contra sus puestos de avanzada. El sultán Khan Ghori, estacionado en Bagor, fue atacado y asesinado inesperadamente. Más tarde, el príncipe Salim llegó a Udaipur y ordenó a sus comandantes intensificar los esfuerzos contra las fuerzas de Mewar. En respuesta, el maharana lanzó un contraataque cerca de Malpura, saqueando varias ciudades. Además, realizó una incursión nocturna en un puesto de avanzada mogol. La campaña mogol terminó sin resultados concluyentes, ya que Man Singh fue llamado a Bengala sin ningún logro significativo.
Hacia el final de su reinado, Akbar invistió a Sagar, hijo del rana Udai Singh II, con el título de rana y pretendía colocarlo en el trono de Chittor. Akbar se preparaba para enviar una fuerza al mando de Khusrau Mirza para instalar a Sagar, pero antes de que esto pudiera hacerse, Akbar murió.

### Contra Jahangir
Poco después de su ascenso al trono en 1606, el emperador mogol Jahangir envió un ejército de 20.000 jinetes para atacar Mewar. Parviz Mirza era el comandante solo nominalmente, mientras que en realidad el comandante de facto era el mismo Jahangir, quien dirigía a Asaf Khan. Amar lideró una reñida batalla para defender su territorio y mató personalmente al comandante mogol Sultan Khan y a su caballo con una lanza que los atravesó a ambos. En 1608, un nuevo ejército al mando de Mahabat Khan  fue enviado a Mewar a través de Mandal y Chittor. Este ejército fue derrotado y tuvo que retirarse debido a las continuas incursiones de las fuerzas rajput.
En 1609, Mahabat Khan fue reemplazado por Abdullah Khan, quien logró un éxito inicial entre 1609 y 1611. En un ataque de Abdullah Khan a Chavand, entre 2000 y 3000 rajputs que se encontraban allí lucharon hasta la muerte, y Amar Singh se vio obligado a abandonar la capital. Abdullah Khan fue finalmente derrotado por las fuerzas mewaríes en la batalla de Ranakpur en 1611, lo que resultó en un fracaso total de su expedición. Posteriormente, fue enviado como gobernador de Gujarat en 1611 y, a petición suya, Raja Basu fue nombrado comandante del ejército mogol en Rajastán. Pero, al parecer, fue derrotado de nuevo y no logró cumplir los objetivos. Fue llamado de nuevo y Khan A'zam Mirza Aziz Koka  fue enviado en 1613 para reemplazarlo.
Tras su solicitud de ayuda, en 1613, el propio Jahangir llegó a la Rajputana para supervisar la campaña. Su hijo Khurram  dirigió la campaña terrestre. Los rajputs pudieron refugiarse fácilmente en las colinas de la Rajputana, mientras que los mogoles apenas lograron penetrar en  la zona. Finalmente, lograron penetrar en 1614, cuando se enfrentaron a las fuerzas de Mewar y establecieron puestos de avanzada. Jahangir realizó numerosos intentos para llegar a un acuerdo con elmaharana, y el último intento,en 1615, tuvo éxito cuando Amar Singh accedió a reunirse con el príncipe Khurram.
La larga guerra había agotado los recursos de Amar Singh, por lo que se preparó para la rendición. Su decisión puso fin a una guerra de desgaste que duraba ya  48 años. Jahangir impuso estrictas directrices a Khurram para que lo tratara con honor, como señala Jahangir:

Tomó su cabeza y la puso sobre su pecho y lo consoló de tal manera que lo confortó.
he took his head and placed it on his breast and consoled him in such a manner as to comfort him.

En 1615, Amar Singh se sometió a los mogoles. Las condiciones de sumisión se formularon de forma que beneficiaran a ambas partes. Debido a su avanzada edad, no se le pidió que compareciera personalmente ante la corte mogol, y Mewar, incluyendo a Chittor, le fue asignado como  Watan Jagir. El sucesor de Amar Singh, Karan Singh, por su parte, recibió el rango 5000. Los mogoles, por su parte, aseguraron sus intereses prohibiendo las fortificaciones de Mewar.

## Tratado de paz
Después de que Mewar fuera devastado financieramente y en mano de obra debido a las muchas batallas contra los mogoles, Amar Singh pensó que sería prudente iniciar negociaciones con ellos y finalmente firmó un tratado con Shah Jahan (quien negoció en nombre de Jahangir) en 1615. Fue asesorado por su consejo y su abuela, Jaiwanta Bai, su consejera.
En el tratado se acordó que:
- El gobernante de Mewar no estaba obligado a presentarse en persona en la corte mogol. En cambio, un pariente del rana atendería al emperador mogol y lo serviría.[13]
- También se acordó que los ranas de Mewar no entrarían en relaciones matrimoniales con los mogoles.[13]
- Mewar tendría que mantener un contingente de 1500 jinetes al servicio de los mogoles.[14]
- Chittor y otras zonas de Mewar ocupadas por los mogoles serían devueltas al rana, pero el fuerte de Chittor nunca sería reparado. La razón de esta última condición era que el fuerte de Chittor era un bastión muy poderoso y los mogoles temían que fuera utilizado en una futura rebelión.[13]
- Al rana se le otorgaría un rango mogol de 5000 zat y 5000 sowar.[15]
- Los gobernantes de Dungarpur y Banswara (que se habían independizado durante el reinado de Akbar) volverían a convertirse en vasallos de Mewar y pagarían tributo a los ranas.[15]

Más tarde, cuando Amar Singh fue a reunirse con Jahangir en Ajmer, recibió una cálida bienvenida del emperador mogol. Los territorios alrededor de Chittor, junto con el fuerte de Chittor, fueron devueltos a Mewar como gesto de buena voluntad. Sin embargo, Udaipur siguió siendo la capital del estado de Mewar.

## Evaluación
Amar Singh fue admirado por su valentía, liderazgo, valor y sentido de la justicia y la bondad. Demostró gran valor contra los mogoles, por lo que recibió el título de Chakraveer. Amar Singh patrocinó a un autor llamado Mathuratmaja («hijo de Mathura»), quien escribió el Amara-bhushana (IAST: Amarabhūṣaṇa) y el Ishta-ghatika-shodhana (Iṣṭaghaṭikāśodhana). Estas obras a veces se atribuyen al propio  Amar Singh (Amara-siṃha).

## Muerte
Los años restantes del reinado de Amar Singh transcurrieron sin incidentes. Se dice que sintió con tanta vehemencia la ofensa de aceptar un farman mogol que se retiró a sus aposentos privados, dejando la administración en manos del heredero aparente, Karan Singh II. Murió el 26 de enero de 1620.